# خیابان گاندی

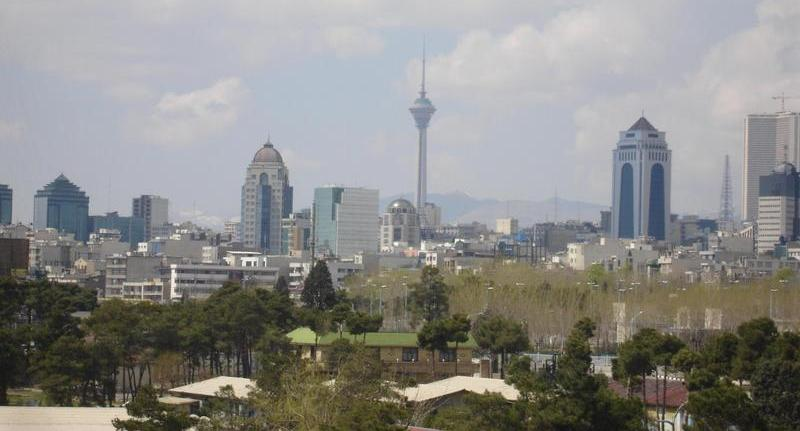
نمایی از ساختمان‌های محدوده گاندی

خیابان گاندی یکی از خیابان‌های تهران است که در نزدیکی میدان ونک و در محدوده شهرداری منطقه ۶ و ۳ قرار دارد. این خیابان در سمتِ شرق خیابان ولی‌عصر و به موازات آن در جهتی شمالی- جنوبی قرار دارد. این خیابان از خیابان شریفی در سمتِ شمال آغاز و به خیابان حسن نصرالله در جنوب می‌رسد.
این خیابان به افتخار ماهاتما گاندی رهبر سیاسی و معنوی ملت هند در مبارزه با اِستعمار بریتانیا نام گذاری شده است.
خیابان گاندی از طریق ایستگاه مترو حقانی قابل دسترسی است.

## آتش سوزی بیمارستان گاندی
آتش سوزی بیمارستان گاندی که در همین خیابان رُخ داده است به آتش سوزی می گویند که در ۵ بهمن ۱۴۰۲ رخ داده در پی این سانحه ۹۳ نفر از بیماران جابجا شده و ۲ نفر از ۹۳ نفر در اتاق عمل بوده که به جای امن منتقل شدند هنوز علت این سانحه مشخص نیست.